# Cirilo V de Constantinopla
Cirilo V de Constantinopla (em grego: Κύριλλος Ε΄; m. 27 de julho de 1775), dito Caracalos (em grego: Καράκαλλος; romaniz.: Karakallos), foi patriarca ecumênico de Constantinopla duas vezes, entre 1748 e 1751 e entre 1752 e 1757.
Uma figura controversa por causa de suas ideias sobre o batismo, Cirilo publicou um documento canônico chamado "Oros" ("Tomo") que proibiu a antiga prática de aceitar convertidos de outras denominações cristãs apenas pelo sacramento da crisma afirmando que todos os batismos não-ortodoxos (incluindo católicos) eram inválidos e todos deveriam ser rebatizados.

## História
Cirilo nasceu em Dimitsana, no Peloponeso. Ainda muito jovem, foi capturado durante a Guerra otomano-veneziana de 1714-1718 e, depois de ser solto, seguiu para a ilha de Patmos e se tornou monge. Ali, continuou seus estudos, mas foi expulso de sua escola antes de se formar por problemas comportamentais.
Em 1737, Cirilo foi nomeado bispo metropolitano de Melnik, na Bulgária, e, em 1745, foi promovido para a sé de Nicomédia. Em 28 de setembro de 1748, foi eleito patriarca pela primeira vez no lugar de Paísio II, mesmo tendo jurado, dias antes, para o próprio Paísio que ele não tentaria depô-lo.
Como patriarca, Cirilo tinha três prioridades: a recuperação das finanças do Patriarcado, a guerra contra as doutrinas católicas e a instrução dos monges. Para melhorar as finanças, cobrou impostos dos bispos metropolitanos e aliviou as pequenas paróquias, um ato bastante efetivo, mas que o tornou extremamente impopular entre os bispos. Cirilo apoiou fortemente a necessidade de rebatizar todos os convertidos, especialmente as mulheres, pois ele considerava os batismos católico e armênio inválidos. Esta posição criou um grande descontentamento entre os seus bispos metropolitanos, que o depuseram em maio de 1751, reinstalando Paísio II no seu lugar. Cirilo se retirou para a ilha de Halki (Heybeliada), perto de Istambul.
Cirilo, porém, tinha o apoio de uma grande parte da população, tanto por causa do alívio nos impostos quanto por sua oposição à Igreja Católica. Neste sentido, Cirilo foi apoiado pelo monge Auxêncio, considerado tanto um demagogo quanto milagreiro, que passou a pregar duramente contra os católicos e instigou revoltas que culminaram num violento ataque à sede do Patriarcado e na captura do próprio Paísio II, A revolta foi rapidamente esmagada, mas as autoridades otomanas exigiram a deposição de Paísio. Em troca da exorbitante quantia de 45 000 kurus, Cirilo V foi reinstalado em 7 de setembro de 1752.
A respeito da instrução dos monges, Cirilo criou, em 1749, a Academia Atonita, em Monte Atos, e, em 1753, chamou o eminente teólogo e acadêmico Eugênio Voulgaris para dirigi-la. Porém, as ideias iluministas de Voulgaris eram muito modernas para os monges e ele acabou tendo que renunciar em 1758.
A oposição a Cirilo era liderada pelo bispo metropolitano de Proilavo (Brăila, na Romênia) e futuro patriarca Calínico. Depois que Cirilo ordenou que ele fosse exilado para o Sinai, Calínico fugiu para a embaixada do Reino da França em Istambul. Ali Calínico conseguiu uma grande quantia em dinheiro, que foi entregue ao sultão Osman III e resultou na segunda e última deposição de Cirilo V em 16 de janeiro de 1757.
Cirilo foi exilado para o Sinai e, mais tarde, já no patriarcado de Serafim II (r. 1757-1761), recebeu permissão para se mudar para o Skete de Santa Ana em Monte Atos. Em 1763, Cirilo voltou para Istambul numa tentativa de retomar o trono, mas foi imediatamente levado à força de volta para o Skete, onde morreu em 27 de julho de 1775.

## OOrose a validade dos batismos
Desde o começo de seu reinado, Cirilo assumiu uma posição firmemente contrária à validade dos batismos católico e armênio e, por conta disto, de todos os seus demais sacramentos. Esta visão, conhecida como "ana-batista", um termo e uma doutrina que não tem nenhuma ligação com o anabatismo protestante. O tema tinha sua origem na pesada polêmica anti-católica típica do século XVIII na Igreja Ortodoxa, provavelmente alimentada pelo temor provocado pelo fervoroso proselitismo católico. Seus principais defensores eram o teólogo Eugênio Voulgaris, o leigo Eustrácio Argenti e monge Auxêncio, que conseguiu insuflar revoltas populares contra os católicos.
O tema da validade dos batismos surgiu depois da Guerra otomano-veneziana de 1714 e 1718, quando a região do Peloponeso, até então governada pela República de Veneza, foi recuperada pelo Império Otomano. Os otomanos governavam os cristãos através do sistema de millets e sujeitava os católicos à autoridade civil do patriarca ecumênico de Constantinopla, o que provocava inúmeras conversões ao cristianismo ortodoxo. A proibição de Cirilo eram, portanto, originadas em sua ardorosa posição anti-católica e em seu genuíno desejo de prover aos convertidos o que ele considerava ser um batismo válido.
Já em 1752 Cirilo determinou que, em todos os casos, convertidos armênios e católicos deveriam ser rebatizados. O Santo Sínodo se reuniu em 28 de abril de 1755 e votou formalmente contra a posição de Cirilo, considerando-a uma inovação não prevista nos antigos cânones e contrária à práxis litúrgica. Furioso, Cirilo exilou membros do Santo Sínodo que eram contrários à sua própria posição. Em junho do mesmo ano, Cirilo publicou uma circular com o título "Anátema dos que Aceitam Sacramentos Papais" e, um mês depois, ele próprio publicou a ordem formal intitulada Oros da Grande Santa Igreja de Cristo exigindo o rebatismo em qualquer caso para todos os convertidos. O "Oros" (que significa "Tomo") teve pelo menos sete edições, a primeira delas um ano depois pelo chamado Concílio de Constantinopla de 1756 com as assinaturas do patriarca Mateus de Alexandria e do patriarca Partênio de Jerusalém.
A falta de validade dos batismos não-ortodoxos não foi declarada com base nas doutrinas consideradas "heréticas" das outras igrejas, mas simplesmente como uma consequência do fato de estes batismos não terem sido realizados em estrita concordância com as práticas ortodoxas, ou seja, com uma tripla imersão completa realizada por um sacerdote ou fiel ortodoxo.
Nenhuma outra igreja ortodoxa, com exceção das gregas, aceitou o "Oros". A Igreja Ortodoxa Russa continuou seguindo a prática que já vinha adotando no século anterior, reconhecendo batismos realizados por igrejas católicas e luteranas como válidos. O "Oros" jamais foi formalmente revogado, mas desde o começo do século XX, a Igreja Ortodoxa Grega autorizou formas diferentes de recepção de convertidos, mas ele ainda é considerado como obrigatório por alguns círculos ortodoxos mais conservadores. Segundo o estudioso C.A. Frazee, o "Oros" e não os eventos de 1054 marcaram o verdadeiro cisma entre oriente e ocidente.